# Leptecophylla juniperina
Leptecophylla juniperina é uma espécie de planta da família Ericaceae. A espécie é nativa da Nova Zelândia e dos estados australianos da Tasmânia e Vitória. A fruta da planta é comestível, cru ou cozida. As plantas crescem melhor em áreas com invernos moderados e verões úmidos e frescos.
Três subespécies são reconhecidas:
- L. juniperina (J.R.Forst. & G.Forst.) C.M.Weiller subsp. juniperina (Nova Zelândia e Tasmânia)[1]
- L. juniperina subsp. oxycedrus (Labill.) C.M.Weiller (Tasmânia e Vitória)[1]
- L. juniperina subsp. parvifolia (R.Br.) C.M.Weiller (Tasmânia)[1]